# Incidente del Douglas DC-4 di Sabena del 1948
L'incidente del Douglas DC-4 di Sabena del 1948 avvenne il 12 maggio 1948, quando un Douglas DC-4 della compagnia aerea belga Sabena si schiantò a 27 km a sud di Libenge, nel Congo Belga. Fu il peggior incidente aereo di Sabena a quell'epoca e il secondo dei tre incidenti mortali della Sabena nel 1948. Fu anche il peggior incidente aereo nel Congo Belga prima dell'indipendenza del paese come Repubblica Democratica del Congo nel 1960. Delle 32 persone a bordo ne morirono 31, lasciando solo un sopravvissuto.

## L'aereo
Il DC-4-1009 in questione fu costruito nel 1946 e acquistato nuovo dalla Douglas con numero di serie 42932 e codice di registrazione OO-CBE, e fu utilizzato dalla compagnia aerea Sabena dal 17 aprile 1946 fino alla sua distruzione nel 1948. L'aereo fu utilizzato principalmente nel Congo Belga e riportò in Belgio il principe reggente Carlo del Belgio il 13 agosto 1947 dopo la sua visita ufficiale in Congo.

## L'incidente
Il volo della Sabena partì dall'aeroporto di Léopoldville-N'Djili diretto all'aeroporto di Libenge con 25 passeggeri e sette membri dell'equipaggio a bordo. A metà volo, il DC-4 iniziò misteriosamente a perdere il controllo, precipitando successivamente nella foresta pluviale ad alta velocità.

## Possibile causa
Mentre si trovava sopra la foresta pluviale del Congo, 27 km a sud di Libenge, a un'altitudine di 700 piedi (210 m), l'aereo probabilmente penetrò in una linea di nubi molto turbolenta o volò nel centro attivo di un tornado a bassa quota. L'aereo fu probabilmente costretto a schiantarsi al suolo da una raffica di vento.
L'aereo colpì le cime degli alberi e lasciò una scia di rottami lunga 200 m (660 piedi) attraverso la foresta fino a quando non si schiantò, uccidendo tutti i sette membri dell'equipaggio e 24 dei 25 passeggeri. L'unico sopravvissuto fu un passeggero egiziano.

## Conseguenze
Il relitto venne localizzato il giorno seguente e l'unico sopravvissuto ferito fu tratto in salvo. I soccorritori cercarono altri superstiti, ma divenne subito chiaro che i loro sforzi erano vani. Questo incidente fu il secondo di tre incidenti con vittime che coinvolsero un aereo di Sabena nel 1948.